# Ліхтенштейн на літніх Олімпійських іграх 1968
Ліхтенштейн брав участь у літніх Олімпійських іграх 1968 року в Мехіко (Мексика) вшосте у своїй історії, але не здобув жодної медалі. Країну на іграх представляли два легкоатлета.

## Легка атлетика
Спортсменів — 2
Чоловіки
| Спортсмен         | Вид           | Забіг     | Забіг | Півфінал   | Півфінал   | Фінал      | Фінал      |
| Спортсмен         | Вид           | Результат | Місце | Результат  | Місце      | Результат  | Місце      |
| ----------------- | ------------- | --------- | ----- | ---------- | ---------- | ---------- | ---------- |
| Ксав'єр Фрік-мол. | 800м          | 1.52,6    | 7     | Не пройшов | Не пройшов | Не пройшов | Не пройшов |
| Ксав'єр Фрік-мол. | 1500м         | 4.15,3    | 9     | Не пройшов | Не пройшов | Не пройшов | Не пройшов |
| Франц Бідерманн   | Десятиборство |           |       |            |            | 6323       | 19         |